# Valerij Hodemčuk
Valerij Iljič Hodemčuk, ukrajinski inženir * 24. marec 1951, Kropivnja, Kijevska oblast, Ukrajinska SSR, Sovjetska zveza, † 26. april 1986 Černobil, Ukrajinska SSR , Sovjetska zveza.                      
Hodemčuk je bil operater obtočne črpalke v reaktorju 4 černobilske elektrarne in prva smrtna žrtev černobilske nesreče.

## Biografija

### Zgodnje življenje
Valerij Hodemčuk se je rodil 24. marca 1951 v vasi Kropivnja v Kijevski oblasti v Ukrajinski SSR, takratni Sovjetski zvezi. Odraščal je kot najmlajši od štirih otrok v svoji družini, veliko časa svojega otroštva pa je preživel tudi v Černobilu. Bil je skrbni sin, ki je po smrti svojega očeta redno obiskoval svojo mamo. Potem, ko je leta 1972 končal srednjo tehniško-inženirsko šolo in opravil diplomo, je Hodemčuk začel delati kot strojevodja, vendar je kmalu začel delati neposredno kot inženir v jedrski elektrarni.   
Hodemčuk je bil poročen z Natalijo Hodemčuk, z njo pa je imel dva otroka, hčerko Lariso in sina Olega.  

### Černobil
Septembra 1973 se je Hodemčuk preselil v mesto Pripjat in se kot inženir zaposlil v novozgrajeni jedrski elektrarni v Černobilu. V svojih prvih letih delanja v černobilski jedrski elektrarni je bil Hodemčuk na delovnem mestu inženirja kotlov, višjega inženirja kotlov v delavnici toplotnih in podzemnih komunikacij, upravljavca 6. delavnice, starejši operater 7. glavne obtočne črpalke reaktorja 4 jedrske elektrarne. Med inženirji je postal zelo priljuben predvsem zaradi radodarnosti, odprtnosti in neposrednosti, vestnosti v vsakem poslu, zaradi svoje strokovnosti. Leta 1981 je bil Hodemčuk odlikovan z redom Znanja časti, ki se ga je učil pred služenjem v vojski in z redom delovne slave druge stopnje.  
Ponoči 26. aprila 1986 je bil Hodemčuk v eni od glavnih strojnic obtočne črpalke v reaktorju 4. Poslali so ga v strojnico, da bi operaterjem sporočil rezultate varnostnega preizkusa, ki so ga izvajali tisto noč. Ko je ob 1:23 prišel na balkon nad obtočnimi črpalkami reaktorja 4, je Hodemčuk opazil kako so se plošče na reaktorju zelo hitro dvigovale. Ker ni vedel kaj se dogaja, je Hodemčuk stekel do konca balkona do oznake deset, kjer se je začel hodnik do kontrolne sobe reaktorja 4, da bi poročal nadzorniku nočne izmene Aleksandru Akimovu kaj se dogaja. Ravno takrat je v reaktorju 4 prišlo do močne eksplozije, ki je prebila 1000-tonski pokrov reaktorja in pri tem uničila obtočne črpalke reaktorja. Valerij Hodemčuk je bil prvi človek, ki je umrl v černobilski nesreči, saj naj bi umrl takoj, ko je v reaktorju 4 prišlo do eksplozije. Ob smrti je bila star 35 let. 

Njegovega trupla niso nikoli našli in domnevajo, da je pokopan pod ruševinami obtočnih črpalk v reaktorju 4. Inženir Aleksander Juvčenko, ki ga je kmalu po eksploziji odšel iskat, je leta 2004 izjavil:
Toda, ko sem prišel tja, sem videl samo ruševine, če je bil tam Valerij Hodemčuk, pa je bil zakopan pod stebri. Namesto strehe pa je bilo samo nebo, polno zvezd.
V Hodemčukov spomin so v reaktorju 3, tik ob reaktorju 4, postavili spomenik. 

## Nagrade in v popularni kulturi
Leta 2008 je Viktor Juščenko, tedanji predsednik Ukrajine, Hodemčuku posmrtno podelil red za pogum 3. stopnje.
Hodemčuka je upodobil in igral Kieran O'Brien v HBO miniseriji Černobil iz leta 2019.